# Bent Faurschou-Hviid

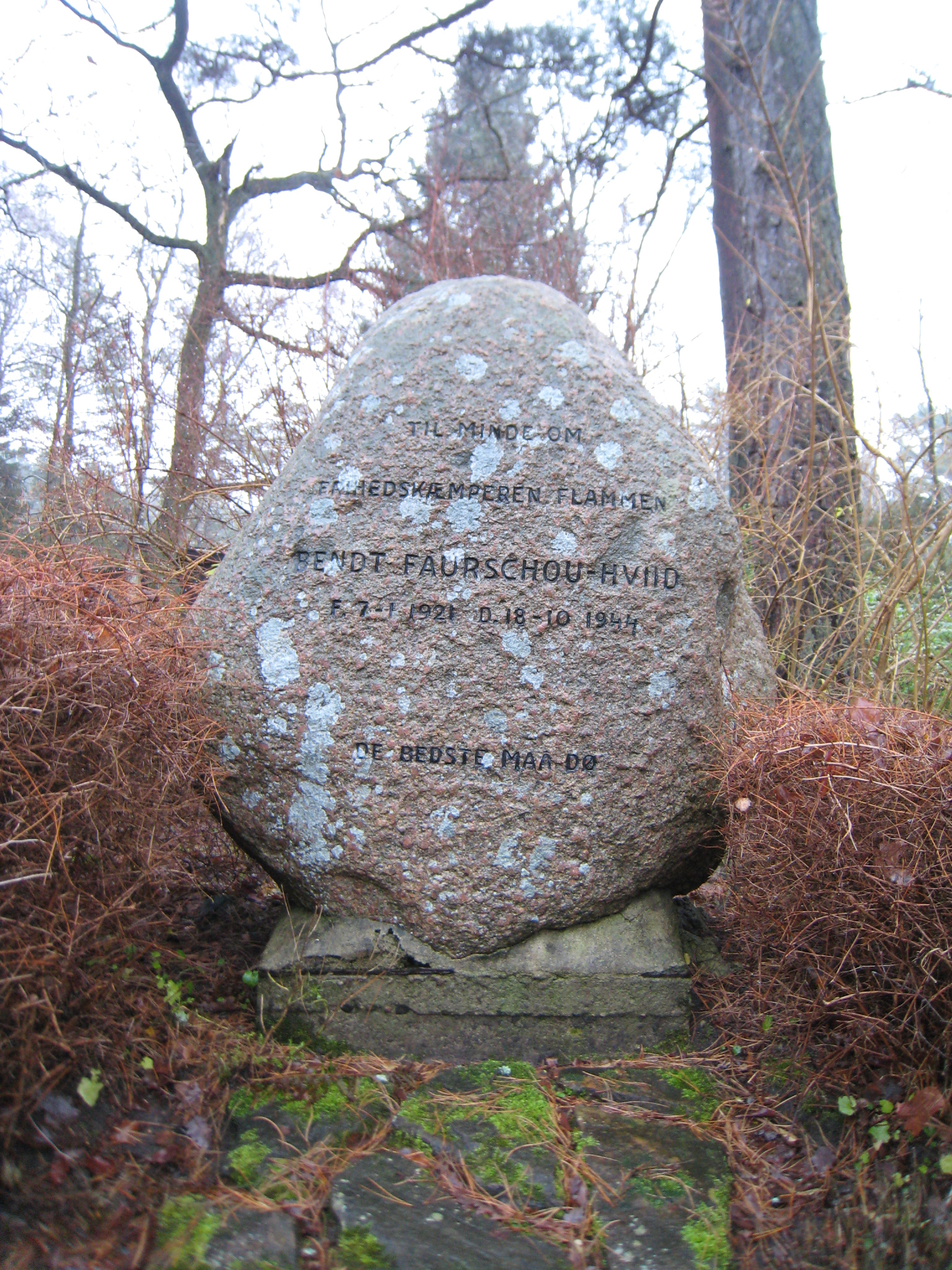
Su tumba.

Bent Faurschou Hviid (7 de enero de 1921, Asserbo, Zelanda, Dinamarca – † 18 de octubre de 1944, Gentofte) uno de los más famosos miembros del grupo de la resistencia danesa contra los nazis Holger Danske conocido por el apodo de Flame (Llama o Antorcha) por su pelo rojo.
Faurschou Hviid, de acuerdo a fuentes del grupo, fue el más odiado de los miembros de la resistencia por los nazis, según el documental de Gunnar Dyrberg Derecho a matar (Med ret til at dræbe), se calcula que liquidó a 22 nazis de importancia jerárquica.
Hijo de Wilhelm Faurschou Hviid, propietario del hotel Birkegården y Marie Louise Larsen, tuvo una hermana llamada Marie-Louise Swanstrøm, el equipo con Jørgen Haagen Schmith formó el más famoso dúo de la resistencia en su país.
El 18 de octubre, mientras cenaba con los cuidadores de su casa fue rodeado por los nazis. Viéndose cercado, y sin armas para defenderse, se suicidó tomando cianuro. 
En 1951 el presidente Harry Truman le otorgó la Medalla de la Libertad.
En 2008, Faurschou Hviid y Schmith fueron los protagonistas del filme Flame y Citrón.